# Frederick Lane
Frederick Claude Vivian Lane (2 de febrero de 1880-14 de mayo de 1969) fue un nadador australiano.

## Biografía
Lane, proveniente de Manly, Nueva Gales del Sur, asistió a la secundaria en el Colegio de Saint Ignatius' College, Riverview, y fue el primer australiano para representar a su país en natación en los Juegos Olímpicos, a pesar de que él era en realidad una parte de la escudería británica, cuando compitió en los Juegos Olímpicos de París de 1900 y ganó dos medallas de oro.
La primera vez que ganó los 200 metros estilo libre, superando claramente al húngaro Zoltán Halmay. Su segunda final fue de tan sólo 45 minutos después, la carrera de obstáculos discontinuada 200 m, donde venció a Otto Wahle de Austria.
Lane, que había ganado títulos nacionales en Australia, Nueva Zelanda y Gran Bretaña, fue también el primer nadador para terminar las 100 yardas (91 m) en menos de un minuto, registrando 59,6 s en 1902.